# Pixie cut

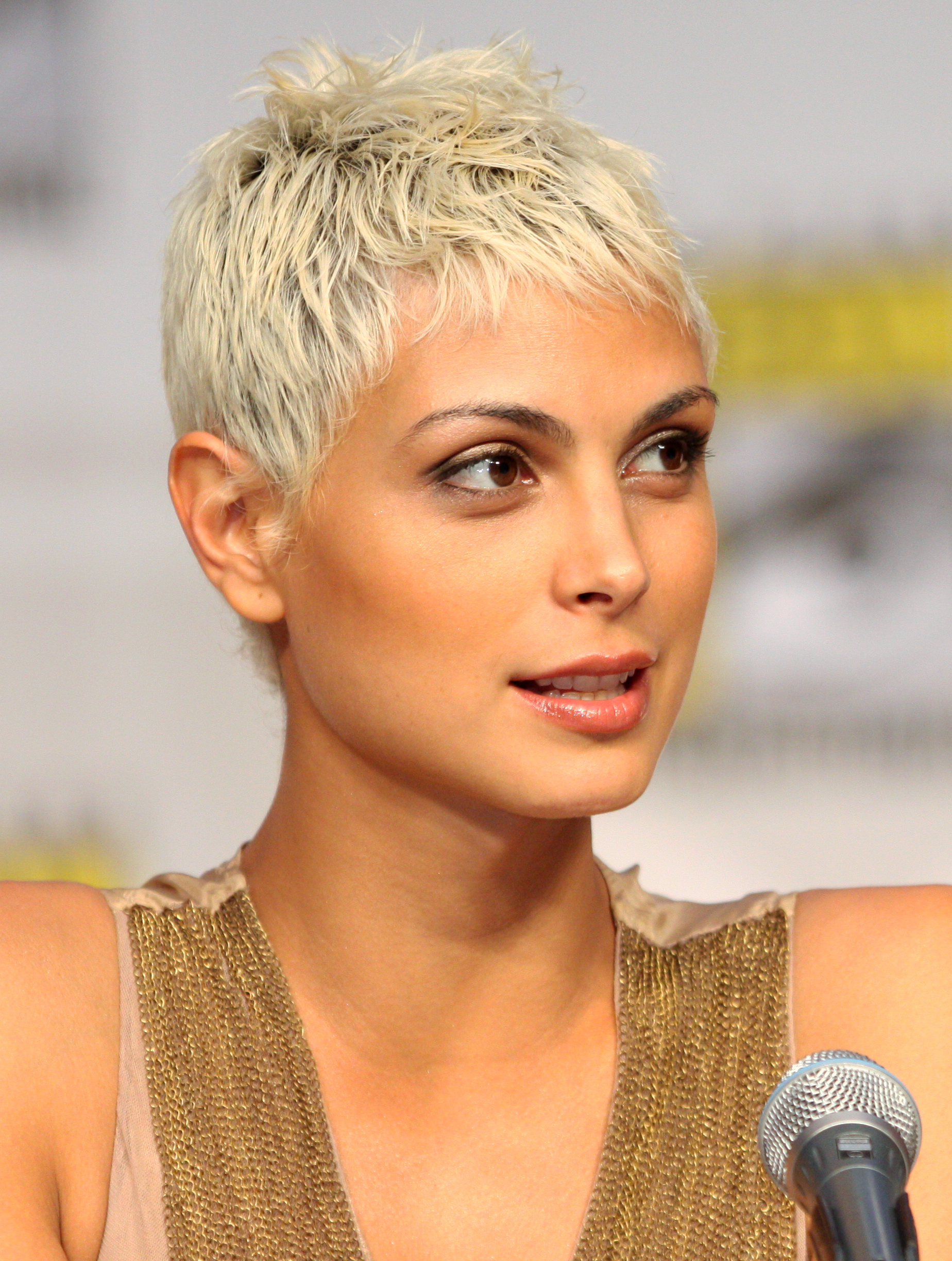
Atriz Morena Baccarin em 2010 com um pixie cut.

Um pixie cut é um corte  de cabelo curto geralmente curto nas costas e nos lados da cabeça e um pouco mais longo na parte superior e com franjas muito curtas. É uma variante de uma cultura. O nome é derivado do mitológico Pixie.

## Popularidade
Os pixie cut foram popularizados pela primeira vez nos anos 50 quando Audrey Hepburn usou o estilo em seu filme de estréia Roman Holiday,  e mais tarde na década de 1960 pela atriz Mia Farrow (no filme de Roman Polanski Rosemary's Baby), topmodel britanica Twiggy, e mais tarde ainda pela estrela do programa de televisão americano Rowan & Martin's Laugh-In, Goldie Hawn. Jean Seberg também usou um corte pixie para Otto Preminger's, Bonjour Tristesse e Jean-Luc Godard's Breathless.
O penteado voltou a estar na moda no final dos anos 70 e 80, com uma de suas mais notáveis vestes sendo a atriz Jacqueline Pearce na série de TV britânica Blake's 7. O corte também foi popular em meados dos anos 90, e em 2002 Halle Berry apareceu no filme de James Bond Die Another Day usando o pixie. Os pixels são muito fáceis de manter e podem ser usados casualmente, ou vestidos para ocasiões especiais.